# فهرست شاهان اتحاد کالمار
این فهرست شامل فرمانروایان اتحاد کالمار است که به سه بخش دانمارک، نروژ و سوئد تقسیم شده‌اند.

## دانمارک
- ۱۳۸۷–۱۴۱۲ مارگریت اول (Margrete I)
- ۱۴۱۲–۱۴۳۹ اریک پومرانی  (Erik VII af Pommern)
- ۱۴۴۰–۱۴۴۸ کریستوفر سوم (Christoffer III af Bayern)
- ۱۴۴۸–۱۴۸۱ کریستیان اول (Christian I)
- ۱۴۸۱–۱۵۱۳ ژان (Hans)
- ۱۵۱۳–۱۵۲۳ کریستیان دوم (Christian II)

## نروژ
- ۱۳۸۷–۱۳۸۹ مارگریت (Margrete I)
- ۱۳۸۹–۱۴۴۲ اریک پومرانی (Erik III av Pommern)
- ۱۴۴۲–۱۴۴۸ کریستوفر باواریا (Christoffer av Bayern)
- ۱۴۴۹–۱۴۵۰ کارل اول (Karl Knutsson Bonde)
- ۱۴۵۰–۱۴۸۱ کریستیان اول (Christian I)
- ۱۴۸۳–۱۵۱۳ ژان (Hans)
- ۱۵۱۳–۱۵۲۳ کریستیان دوم (Christian II)

## سوئد
- ۱۳۸۹–۱۴۱۲ مارگریت اول (Margareta)
- ۱۳۹۶–۱۴۳۹ اریک پومرانی (Erik av Pommern)
- ۱۴۳۸–۱۴۴۰ شارل هشتم (Karl Knutsson Bonde)
- ۱۴۴۱–۱۴۴۸ کریستوفر باواریا (Kristoffer av Bayern)
- ۱۴۴۸–۱۴۵۷ شارل هشتم (Karl Knutsson Bonde)
- ۱۴۵۷–۱۴۶۴ کریستیان اول (Kristian I)
- ۱۴۶۴–۱۴۶۵ شارل هشتم (Karl Knutsson Bonde)
- ۱۴۶۵–۱۴۶۵ نایب السلطنه کتیل کارلسون واسا
- ۱۴۶۶–۱۴۶۷ نایب السلطنه اریک آکسلسون تات
- ۱۴۶۷–۱۴۷۰ شارل هشتم (Karl Knutsson Bonde)
- ۱۴۷۰–۱۴۹۷ استن استور بزرگتر (Sten Sture den äldre)
- ۱۴۹۷–۱۵۰۱ ژان دوم (Hans)
- ۱۵۰۱–۱۵۰۳ نایب السلطنه استن استور بزرگتر
- ۱۵۰۴–۱۵۱۱ نایب السلطنه اسوانته استور (Svante Nilsson Sture)
- ۱۵۱۲–۱۵۱۲ نایب السلطنه اریک ترول
- ۱۵۱۲–۱۵۲۰ نایب السلطنه استن استور جوان تر (Sten Sture den yngre)
- ۱۵۲۰–۱۵۲۱ کریستیان دوم (Kristian II Tyrann)